# Duatentopet
Duatentopet (o Tentopet) (fl. XII secolo a.C.) è stata una regina egizia della XX dinastia.
Fu Grande Sposa Reale del faraone Ramses IV, che salì improvvisamente al trono intorno al 1155 a.C. alla morte violenta di Ramses III, a seguito della congiura ordita dal figlio dello stesso, Pentawer, e dalla di lui madre, Tiye. Figlio di Duatentopet e di Ramses IV fu il faraone Ramses V, che ebbe un regno tribolato. Sebbene il nome della moglie principale, e regina, di Ramesse IV non sia esplicitamente menzionato in nessuna epigrafe pubblica o monumento, Duatentopet è stata facilmente identificata in quanto tale basandosi sulle iscrizioni nella sua tomba (la QV74), nella Valle delle Regine.
Una Divina Sposa di Amon chiamata Tentopet appare insieme a Ramesse III nel Tempio di Khonsu, al complesso templare di Karnak. Tale Tentopet fu verosimilmente - dato l'altissimo rango del titolo e la posizione accanto al re - una figlia di Ramesse III e identificabile con la futura regina Duatentopet; ciò farebbe di lei anche una sorella o sorellastra di Ramses IV.

## Titoli
- Regina consorte d'Egitto
- Grande Sposa Reale
- Divina Sposa di Amon
- Sorella del re
- Madre del re